# Историја Шпаније
Историја Шпаније у просторном и временском опсегу обухвата прошлост Шпаније од најстаријих протоисторијских времена, до савременог доба.

## Праисторија
Године 1994,—1995. пронађени су остаци првих предака човека на тлу данашње Шпаније, у Великој долини Атапуерка у Бургосу и дато им је име Хомо антецесор (лат. H. antecessor), за кога се верује да је стар око 800.000 година.. Године 2007. је међутим, у једној од пећина Атапуерке, откривен је зуб, премолар, који би могао бити стар око 1.200.000 година
Године 1848, у пећини Ђавоља кула на Гибралтару, откривени су остаци лобање неандерталца (лат. H. neanderthalensis), 8 година раније пре него што су откривени остаци у долини Неандер поред Диселдорфа., а 1923. на истом месту откривени су остаци детета неандерталца
Први хомо сапијенс (лат. H. sapiens) се појављује пре око 15.000 година у пећинама Кастиљо и Морин у Сантандеру, Куето де ла Мина у Астурији. Овај палеолитски човек је живео од сакупљања плодова, лова и риболова.
Године 1885, откривена је пећина Алтамира у Сантандеру. Пећинска уметност имала је религијску употребу. У Алтамири су нађени цртежи 38 бизона, 26 коња, 10 говеда, 14 коза, 63 јелена, 5 дивљих вепрова, 1 мамут, 1 лос, риба, дивља мачка, вук, 10 недефинисаних облика 9 људских фигура, неколико шака и око стотињак различитих знакова.
Око 10.000. п. н. е. десиле су се корените промене у клими. Наступило је ледено доба, нестале су животињске врте попут мамута а појавиле су се нове, које је човек припитомљавао. Почео је да напушта номадски живот, да оснива прве насеобине и да обрађује земљу. Камен почиње да употребљава за израду оруђа потребног за обраду земље или млевење жита, а појављује се и прва керамика, која је служила за чување хране. На Иберијском полуострву су нађене гробнице са ножевима и каменим секирама од вулканског камена које потичу из периода позног палеолита (између 8.000 и 5.000. године п. н. е.). Такође су нађени украсни предмети и грнчарија. У пећинама Каригуела (Гранада) и Нерха (Малага) пронађена су складишта жита. Валенсија и Аликанте такође садрже трагове живота човека каменог доба као и пећинско сликарство. Док у Кантабрији и Аустрији пећинско сликарство потиче из палеолита, неолитско пећинско сликарство се налази на обали Средоземља. На Средоземљу, у пећини Мореља, пећинско сликарство приказује сцене из лова и првих ратова, док у Арањи и Пахареху се могу видети жене како врше домаће послове, а у Когуљу и Алпери постоје цртежи жена које играју — вероватно су биле свештенице.
У неолиту, људи су сахрањивани под великим брдима камења које су се звале долмени — просторија сачињена од камења прекривеног каменом плочом. Најстарији долмени су пронађени у Португалу и оближњим шпанским провинцијама. У Алмерији, пронађени су толоси, гробнице са лажном куполом, што је доказ о једном друштву које поштује култ предака. На тлу данашње Шпаније, било је неколико неолитских насеобина које су биле сложенијег карактера и које су биле заштићене неком врстом зидина: Миљарес, Алмерија, Вила Нова, Сан Педро на ушћу реке Тахо. Остаци између 2.000 и 1.800. године п. н. е. садрже камење, кости, оружје и оруђе од бакра, и посуде од керамике у облику звона.
У насељима Аргар у Алмерији и Коготас у Авили, нађени су остаци преласка са бакра на бронзу. Садржај гробница указује на хијерархизовано друштво — високе личности су у својим гробницама имале предмете од метала. Из овог периода потиче киклопска култура на Балеарима чији су припадници спаљивали своје мртве и чували пепео у урнама. Овај обичај су на Средоземљу увели Келти. У долини Ебра, населио се непознат индоевропски народ чију је култура названа Хелштат. Овај народ је увео плуг у земљорадњу и усавршио металургију. Средином првог миленијума, Галицију су такође населиле заједнице које су дошле с мора. И овде су нађени оружје и накит слични оном нађеном на обали Атлантика — скулптуре дивљих свиња и оваца као и ратника, што указује на сточарску заједницу.

### Иберија и преромански народи
Келти стижу на полуострво у првом миленијуму пре нове ере и насељавају се на територији данашње Галиције, Астурије, Кантабрије, Баскије и северном делу Кастиље и велики део данашњег Португалије.
Такође око 1000. п. н. е. појављују се Тартешани, једна од најстаријих култура на Иберијском полуострву. Настањивали су територију данашње западне Андалузије и јужног Португалије, на ушћу Гвадалкивира. Стари завет помиње тартешанске бродове натоварене златом, сребром, гвожђем и калајем. Грци их такође помињу; први помен се налази код песника Естесикора, док Страбон даје најдетаљнији опис овог народа. Херодот их је такође помињао. Развили су рударство, убирање соли и сољење рибе коју су извозили у унутрашњост копна. Трговали су са Грцима те се опадање њихове културе поклапа са опадањем грчких утицаја на полуострву, негде око 6. века п. н. е. Град су вероватно разорили Картагињани око 500. п. н. е.
Источну обалу су око 1100. п. н. е. почели да насељавају Феничани. Феничани су основали градове Гадир (данашњи Кадиз), Малака (данашња Малага) и Абдера (Адра, у данашњој провинцији Алмерија), посејавши целу медитеранску обалу факторијама.
Грци су се населили нешто северније на источној обали, у Родесу (данашњи Росас) и Емпорион (данашњи Ампуријас) на територији данашње аутономне покрајине Каталоније. Ту су наишли на Ибере и уједно су били први који су оставили писане записе о том неиндоевропском народу о коме се још увек релативно мало зна.
Грчки и римски извори нам говоре о две присутне културе: келтска и иберска, једна на северу, друга на југу. Са њима су на полуострву такође живели и Келтибери, у централној области полуострва званој Мезета, са градовима као на пример, Нумансија, затим Ваксеји, Ветони и Карпетани. У Андалузији су живели Тартешани, у Алмерији и Мурсији Бастетани, на територији од Валенсије до Сарагосе Едетани, у Лериди Илергети, на северу су живели Лајетани, Аусетани и Серетани. У Арагону су доминирали Хасетани а у Баскији Васкони, Бардули и Каристији. На територији данашњег Португалије живели су Лузитанци, а у Галицији Бракаренси и Луценси.
У 3. веку пре нове ере, Картагињани започињу освајања Иберијског полуострва.
Картагина и Рим ће се сукобити у Пунским ратовима око превласти на западном Медитерану. Након пораза у Првом пунском рату, Картагина ће покушати да надокнади губитак Сицилије, Сардиније и Корзике интензивирањем свог присуства на Иберији.
Хамилкар Барка, Ханибал и други картагињански генерали потчињавају старе феничанске колоније на територији данашње Андалузије и настављају освајања и ширење своје зоне утицаја на остале аутохтоне народе. Крајем 3. века п. н. е. велики део народа јужно од река Дуеро и Ебро као и Балеарска острва признају картагињанску власт.
Године 218. п. н. е. почиње Други пунски рат. Спор је настао око грчке колоније Сагунт. Ханибал ће у том рату извршити офанзиву на сам Рим, при чему је користио Иберијско полуострво као базу за своје операције.
Међутим, овај рат ће се завршити поновним поразом Картагине, што ће отворити пут ка новој етапи у историји Иберијског полуострва — романизацији.

## Хиспанија
Након Другог пунског рата, Иберијско полуострво потпада под власт Рима. Процес потчињавања, а касније и романизације није био уједначен. Територије медитеранске обале су лакше потпале под римску власт и утицај каснијег процеса романизације него атлантска обала, неки делови у унутрашњости полуострва, или северни делови полуострва. На пример, Кантабри су пружали отпор скоро до почетка Римског царства и доласка Августа на власт.
Године 197. п. н. е. Хиспанија ће бити подељена на две провинције: Хиспанија Цитериор и Хиспанија Ултериор.
Римска освајања ће се комплетирати 19. п. н. е. након завршетка Кантабријских ратова, након чега ће се исте године извршити друга подела Иберијског полуострва на провинције Бетика, Тараконенсис и Лузитанија.
Процес романизације је подразумевао постепено примање латинског језика, римских обичаја и друштвеног уређења. Романизација је вршена упоредо са освајањем и покоравањем Хиспаније и временом је узела маха, тако да су од средине 3. века највећи део становништва Хиспаније чинили Хиспаноромани.
Додела римског грађанског права омогућила је личностима рођеним на тлу Хиспаније, као што су били Трајан, Хадријан или Теодосије, да постану римски цареви. Такође су многи уметници, политичари и спортисти били родом из Хиспаније, од којих су најзначајнији филозоф Сенека и песници Марцијал и Лукано.

## Визиготи
У 3. веку Готи су почели да нападају на границе Римског царства и пљачкају градове у Тракији и Малој Азији. Доласком Диоклецијана на власт, најезде Гота су заустављене и они се насељавају привремено на териоторији између Карпата, Дона, Висле и Азовског мора, где су се и поделили на Тервинге и Грејтунге. Убрзо су оба народа постали римски савезници који су бранили границе Царства. Тервинзи су врло брзо примили утицаје римске културе — одбацили су старе култове и прихватили хришћанство онако како га је тумачио александријски теолог Арије, учење које је добило назив аријанство, и које је Првом васељенском сабору у Никеји 325. године било проглашено за јерес. Епископ Улфила је превео Нови завет на готски језик, што означава такође и почетке готске писмености, мада остаје спорно у којој мери је Улфилин рад утицао на преобраћење Гота у периоду док су живели ван римских граница.. Године 376, римски цар Валенс дозволио је Тервинзима, који су тражили уточиште пред надолазећим Хунима, да се населе на римској територији у својству федерата. Међутим, без дозволе римских власти у Тракију је похрлио и један део Грејтунга и Алана, тако да су се прилике убрзо измакле контроли. Поред тога царски чиновници су лоше поступали с придошлицама те су се Готи побунили и опустошили Тракију, на шта је Валенс одговорио покретањем војске с намером да их уништи, међутим, претрпео је тежак пораз код Хадријанопоља 378. године. После Готског рата који је био тежак за обе стране, Теодосије Велики је успео да склопи савез са Готима и насели их у Тракију као римске савезнике. Оваква погодба је била потпуно нова у римском систему пошто је сада царство де факто прихватило стварање једне варварске енклаве на својој територији. Када је Теодосије умро 395. године, Аларик је успео да се наметне за владара већине готских скупина на Балкану и да их поведе у неизменичне обрачуне и преговоре са римским властима зарад добијања бољег статуса и места за трајно насељавање. Аларихови Готи, који се од периода његове владе могу звати заједничким именом Визиготи, су најпосле 408. успели да уђу у Италију и затраже нови споразум ца царем Хоноријем. Када су Аларихове наде за постизање споразума са западноримском владом у Равени по ко зна који пут изневерене, Визиготи су напали сам Рим. Након три дана пљачкања, Визиготи су напустили град и кренули ка југу, с намером да оду у Африку али ту је Аларик напрасно умро, те су одустали од те намере. Његов наследник, Атаулф, повео је свој народ ка Галији. Хиспанија је још 409. године претрпела навалу Свева, Алана и Вандала. Под Валијом, Визиготи су склопили савез са Римљанима који су им 418. године дозволили да се населе у Галији, тачније у долини реке Роне у Аквитанији. Визиготи су тако основали краљевство са седиштем у Тулузу, а по затим су заједно са Римљанима успешно ратовали против варварских скупина на Пиринејском полуострву. У Хиспанији су Свеви и Хаздинзи наставили са међусобним ратовима све до 421. када су се Хаздинзи спустили на југ, а потом отишли на Балеаре. Вандали су 429. године прешли у северну Африку и тамо основали Вандалско краљевство.

### Тулуска краљевина
Године 451, Визиготи имају важну улогу у бици на Каталаунским пољима у којој су под вођством римског војсковође Аеција победили и одбацили Хуне и њихове савезнике предвођене Атилом. Визиготи су се затим проширили на Иберијско полуострво, где су Свеви упали у Галицију и похарали је. Под другим великим визиготским краљем Еуриком, Визиготско краљевство постаје уједињено и 475. године коначно постиже потпуну независност од Западног римског царства које је ионако доживело свој крај следеће (476) године када је Одоакар, вођа варварских најамника у Италији, свргавао малолетног цара Ромула Августула и послао га у прогонство.
У доба Еурикове владавине, визиготска држава је била најмоћнија варварска држава у позном 5. веку. Иако је Римско царство нестало, Еурик је одржао државни и правни континуитет постављањем темеља возиготског законодавства. Први визиготски кодекс носи Еуриково име.
Визиготско краљевство у Тулузу ће уништити франачки краљ Хлодовех 507. године у бици код Вујеа. У то доба, Визиготима је владао Аларик II, Еуриков син, који је погинуо у сукобу са Францима. Хлодовех је баш тада прихватио правоверно хришћанство, те је сам предложио да очисти Галију од јеретика (Визиготи су у то доба припадали јеретичкој грани хришћанства, аријанству). Борбу са Францима је наставио нови краљ, незаконити Аларихов син, Гесалих (507—511), међутим, без успеха — Франци су убрзо спалили Тулуз, а Гесалиха ухватили и погубили. Франке је зауставио остроготски краљ, Теодорик Велики, који је делимично страховао и за своје недавно утврђено краљевство у Италији, а делимично је бранио и интересе свог унука, Амалариха.
Визиготско краљевство се тада у Галији своди само на Септиманију, а власт преузима Теодорик који је до своје смрти вршио улогу регента у име свог унука Амалариха. Амаларих се оженио са Хлодовеховом кћерком Хлотилдом, међутим, кад је Хлодовех сазнао да је Амаларих злоставља и присиљава да прихвати аријанство, Франци су опет напали на Визиготско краљевство, убили Амалариха и опљачкали и похарали разне градове. Тада на чело визиготске државе долази Теудис, остроготски војсковођа. Теудис је морао да се супротстави Византији јер је у то време византијски цар Јустинијан I желео да поврати провинције које су запосели варварски народи, тако да су Византинци заузели Вандалску краљевину у северној Африци, освојили Балеаре и отпочели серију ратова са Остроготима у Италији. Године 548, Теудис је убијен, а годину дана касније и његов син, Теудигисил. На престо је дошао Агила, међутим, Атанагилд, његов супарник, позвао је у помоћ Византинце, те је уз помоћ мале флоте коју је Јустинијан послао са Сицилије, успео да победи Агилу који је побегао у Мериду где су га убили његови људи. Атанагилд је онда постао визиготски краљ, међутим, Византинци су заузели Картахену, Малагу и Кордобу и тамо остали следећих 70 година.

### Толедска краљевина
Након Атанагилдове смрти (568), на престо је ступио Леовигилд који је до 573. владао заједно са својим братом Лиувом. Леовигилд је преместио престоницу у срце Хиспаније, у Толедо, црквени и верски центар тог доба, и тиме успео да уједини Визиготе и Хиспаноромане у борби против Византије. Ову везу је још више учврстио објавио ревидирани законик, Кодекс ревисус (лат. Codex Revisus), у коме је боље дефинисао недоречене законе, неке законе избацио а неке нове убацио и прилагодио га свом времену. Такође је почео да потискује Византинце и потчињава Баске у Пиринејима, Свеве у северозападном делу полуострва као и друга племена у унутрашњости. На границама је дизао утврђења и насељавао сељаке који су имали истовремено и задатак да их бране. Међутим, као аријанац, дошао је у сукоб са ортодоксним хришћанима међу којима се нашао и његов син Херменегилд, гроф Бетике, који је био ожењен франачком принцезом и под утицајем бискупа из Севиље 579. године прешао у ортодоксно хришћанство. Херменгилд је дигао буну која је међутим била угушена а њему глава одрубљена.
Леовигилд је умро 586. године и наследио га је Рекаред, његов син, који је одмах по очевој смрти напустио аријанство и прешао у ортодоксно хришћанство, чиме је уклонио најозбиљнију препреку и највећи извор несугласица између владајуће класе, Визигота, и поданика, Хиспаноромани, који су у великој већини исповедали ортодоксно хришћанство.
Рекаредов пример следила је већина аријанских бискупа и визиготских племића и великаша, међутим, било је и оних који су се успротивили напуштању аријанства нарочито у Септиманији, где су се побунили 589, али је Рекаред побуну брзо угушио и сазвао Трећи сабор у Толеду и пред 62 бискупа прочитао званичну догму у духу никејске вероисповести и обећао заштиту ортодоксној хришћанској цркви. Рекаред је овиме, а и другим мерама наставио политику уједињавања и асимилације Визигота и Хиспаноромана у један народ.
Трећи сабор у Толеду је био значајан и по томе што је означио коначно уједињење иберијског простора и зачетак изградње новог, хиспанског идентитета. Такође је означио и уједињење цркве и државе. Краљ је, по узору на Византију, постао врховни црквени поглавар. Бискупи су признали краља и монархију као једини поуздани гарант реда и закона, а краљ је заузврат признавао цркву као основу своје власти и моћи.
Визиготски краљеви су до пропасти Визиготског краљевства на почетку 8. века безуспешно покушавали да изборну монархију учине наследном, што је изазвало низ обрачуна који су на крају и дошли главе визиготског држави. Након смрти Рекареда, следили су краљеви чије су владавине биле кратког века — долазили су силом на престо и силом су уклањани с престола. Сисебур (612—621), јер био један од оних који су се задржали дуже од пар година на престолу и чија је владавина остала запамћена по нетолерантним законима против Јевреја. Свинтила (621—631) је остао запамћен по томе што је коначно протерао Византију са Иберијског полуострва и био први визиготски краљ који је завладао целом Хиспанијом. Међутим, борбе за престо нису престајале и само су све више слабиле и разједињавале визиготску државу. С друге стране, исто толико је и верска нетрпељивост према Јеврејима и низ антијеврејских закона које су доносили разни краљеви у току своје владавине довела до тога да су и Јевреји радили на пропасти визиготског краљевства и прилично имали удела у муслиманској инвазији с почетка 8. века.

## Ал-Андалуз и муслиманска доминација
Маври. су отпочели инвазију 711. и у року од пет година заузели су читаво Иберијско полуострво Још пре 711. године било је маварских упада на територију данашње Шпаније. Године 696, Маври су напали Мелиљу, а 709. Сеуту.
Према старим хроникама, Маври су успели да тако брзо освоје и униште Визиготско краљевство захваљујући издаји грофа од Сеуте, Јулијана.
Након смрти краља Витиза, племићи и бискупи на полуострву изабрали су Родерика, грофа од Бетике, за новог краља. Витизини синови су више били за Акилу, тараконског грофа, те због тога склапају пакт са Маврима преко Јулијана.
Родерих је у то време био заокупљен борбама против Васкона који су се дигли на устанак, међутим, кад је сазнао за арапску инвазију, одмах им је кренуо у сусрет. У бици код Гвадалете био је поражен захваљујући нелојалности Витизиних присталица, који су се борили на страни муслимана. Пошто је Родерих умро, а главнина визиготске војске била потучена до ногу, Маври су одлучили да наставе са инвазијом. Градови су брзо падали један за другим, међутим, многи од њих не под војном муслиманском силом, већ захваљујући склапању договора и савеза са појединим визиготским моћницима, као и магистратима градова.
Тарик ибн Зијад, берберски вођа, освојио је Толедо и стигао до Леона. Муса ибн Нусаир, јеменски вођа и омејадски војсковођа, са својих 71 годином учествује у инвазији, осваја Севиљу, и стиже до Мериде, 712. године. Касније ће ова два арапска лидера удружити снаге како би заузели Сарагосу.
Мусин син, Абд ал Азиз ће 716. године завршити освајање полуострва (осим брдовитих кантабријских и пиринејских делова), и прећи ће на франачку територију. Међутим, Карло Мартел ће зауставити арапско продирање у бици код Поатјеа 732. године. Муслимани су до тада само промицали полуострвом, и нису се нигде дуже задржавали. Тек након ове битке, почели су да се трајно настањују у јужном делу полуострва, коме су дали име Ал-Андалуз.
Тада настају и први сукоби, с обзиром да су Бербери, који су чинили већину војних маварских снага, добијали мање вредну земљу од Арапа. Арапи су се населили у плодној Андалузији, а Берберима су давали поседе у Месети и планинским областима Португалије чије су земље биле мање плодне, клима оштрија а саме територије удаљене од управних седишта муслиманске државе. Године 739. избила је прва берберска буна на северу Африке којој су се придружили и Бербери са Иберијског полуострва, међутим устанак је био угушен.
Абдераман I, припадник династије Омејада, проглашава Кордопски емират 772. године, и на тај начин остварује политичку независност хиспанских муслимана од халифата у Дамаску, где су Абасиди шест година раније свгнули његову породицу са власти. Абдераман I је обновио војску и поставио себи верне заповеднике, угушио низ берберских побуна и учврстио се на власти. Међутим, захваљујући његовој заузетости око сређивања унутрашњих ствари у емирату, Астуријанци су добили шансу да оснују краљевство и учврсте своју независност у северозападном делу полуострва. Такође су се и проширили на рачун Бербера у Месети, а ускоро су се појавиле и друге хришћанске државе. Истовремено, емират су потресале и побуне муладија (шп. muladíes), хришћана који су прешли у ислам, а који су ипак морали да плаћају велике порезе, па су се због тога побунили јер су их сматрали неправедним. У међувремену, хришћани из астуријских планина су покренули Реконкисту — борбу за поновно хришћанско освајање Иберијског полуострва од муслимана, коју су водили мање више успешно, кад год се хришћанске краљевине нису бориле међусобно. Кордопски емират су такође све време потресале буне различитих верских група које су се осећале угњетенима, као и стални ратови са хришћанским државама, па чак и једна инвазија Викинга (844) приликом које су Хихон и обале Галиције биле опустошене, а сами Викинзи су Гвадакивиром стигли до Севиље и пљачкали је 40 дана. Неки су се ипак и населили у близини Севиље и прихватили ислам.
У 10. веку, Кордоба је доживљавала велики културни и економски процват, те се Абдераман III 929. године прогласио халифом и основао Кордопски халифат, што је представљало потпуно отцепљење од Багдадског халифата, који се међутим, није много узбуђивао због тога, јер није угрожавало претензије Абасида у северној Африци. Дуга владавина Абдерамана III се везује за процват хиспано-муслиманске културе овог периода.
Под Алманзором (такође познат и као Ал-Мансур, што значи Победник), који је опљачкао Барселону 985, и касније за време владавине његовог сина, хришћански градови су били предмет честих пљачки и пустошења. Алманзор је био први министар и војсковођа који је владао у име малолетног Хишама II а уз подршку Хишамове мајке. Постао је јако моћан и богат, а истовремено је исказивао велику верску нетрпљивост те је огромну и веома вредну библиотеку Хишамовог оца, Ал-Хакама II прочистио од књига које по њему нису биле у складу са муслиманском вером.
Након Алманзорове смрти, његово место је на кратко заузео његов син, Абд-ал-Малик (1002—1008), да би се његов други син, Абд-ал-Рахман Санчуело прогласио халифом, док су племићи прогласили халифом другог припадника династије Омејада, Мухамеда II. Кордопски халифат је запао у низ братоубилачких борби и мада је 1031. године Хишам III био проглашен халифом, Ал-Андалуз се распао на мнгообројне краљевине које су контролисали арапски, берберски па чак и робовски поглавари, а саме те краљевине су добиле назив „таифе“, што на арапском значи „партија, фракција".
Краљеви таифи су били једни другима конкуренција, не само на бојном пољу, већ и у меценарству, тако да су у то доба култура и уметност били у процвату. Међутим, таифе су изгубиле прилично територија које су постале део хришћанских краљевина, и након губитка Толеда 1055, муслимански владари су невољко позвали Алморавиде који су извршили инвазију на Ал-Андалуз и успоставили своје царство. У 12. веку Алморавидско царство се опет распало захваљујући инвазији Алмохада, који су били поражени од хришћана у бици код Навас де Толоса, 1212. године. До краја 13. века, Гранада је остала као једина независна муслиманска краљевина на Иберијском полуострву, која ће као последње муслиманско утврђење нестати коначном победом Католичких краљева 1492. године.

## Реконкиста
Кад су Маври упали на Иберијско полуострво, малобројно визиготско племство које је преостало повукло се у планинске пределе Астурије и Кантабрије и тамо основало Краљевину Астурију. Карло Велики је основао Шпанску марку, пограничну зону чије је стварање имало за циљ да заустави даљи муслимански продор на европски континент.
Битка код Ковадонге (Астурија) која се одиграла 720. године означава почетак Реконкисте. Дон Пелајо, визиготски племић је био проглашен краљем након битке. Први двор је успостављен у Кангас де Онис (шп. Cangas de Onís). Пелајо је умро 737. а две године касније, његов зет, Алфонсо I, искористио је унутрашње сукобе између Арапа и Беребера, и поново кренуо у борбу против Мавара. Том приликом је напредовао до Риохе и реке Дуеро.
Крајем 9. века од западног дела Шпанске марке настала је Краљевина Навара која је обухватала Баскију са Памплоном и Арагон. Од источног дела Шпанске марке настала је Грофовија Барселона. Краљевина Астурија је до 1000. године била подељена на Краљевину Леон и Краљевину Кастиљу.
Десети век је за хришћанске краљевине протекао у знаку учвршћивања и проширивања граница. Астуријски краљеви, Ордоњо I и Алфонсо III, су дуж граница хришћанских територија подизали утврђења. Године 913, основана је независна Краљевина Леон када су принчеви Астурије преместили своју престоницу из Овиједа у Леон, а 931. гроф Фернан Гонзалес претвара Кастиљу у наследну грофовију, независну од утицаја леонских краљева. Усвојио је титулу краља Кастиље, према многобројним утврђењима (шп. castillos) која су се налазила у тој области, и наставио са ширењем краљевства на рачун Леона склопивши савез са Кордопским халифатом све до 966. када га је зауставио Санчо I од Леона.
Средином 10. века, хришћанске земље обухватале су Леон, Астурију, Галицију и Кастиљу, као и делове Баскије и Наваре. Рамиро I I је наставио проширивање хришћанских територија ка југу. Подржавао је побуњенике у Толеду и обновио савез са Наваром. Након победе у бици код Симанкаса 939, утврдио је границе Леона у долини Дуера. Алфонсо V је подарио Леону посебне законе, фуерос, којима је уредио управу у престоници. Такође је водио бригу и о насељавању опустелих територија које су Арапи оставили за собом.
Кастиља је, с друге стране, средином 10. века успела да се осамостали захваљујући побуни грофа Фернана Гонзалеса који је искористио смрт Рамира II, установио границе и утврдио власт. Кастиља је настала на самој граници првобитнне краљевине Астурије, на уском делу скоро пусте земље која је била прва на удару напада муслимана из Кордобе и долине Ебра. У 9. и 10. веку насељена је Баскима који су били изразито ратоборни и самостални, ненавикнути на друштвену слојевитост визиготске епохе. Таква ратоборна Кастиља није много привлачила ни старо визиготско племство ни мозарапе из Кордобе тако да је остала самостална и поделила се у грофовије. Јединство Кастиље је успео да постигне тек Фернан Гонзалес. Леон и Кастиља ће се све до 13. века више пута спајати и раздвајати. Коначно, 1230. године долази до последњег и дефинитивног уједињења Кастиље и Леона, када Фернандо III од Кастиље наслеђује од своје мајке Беренгеле краљевину Кастиљу (1217), и од свог оца Алфонса IX, Леон (1230).
Што се тиче саме реконкисте, све док су муслимани остали јединствени, хришћанске краљевине нису могле много да учине осим да сачувају своје територије. Када је 1034. дошло до распада Кордопског халифата и разбијања муслиманске државе на више од 20 краљевстава — таифа, хришћанске државе су добиле шансу за напредовање.
У циљу стишавања феудалних ратова између хришћана, многи монаси су почели да проповедају рат против шпанских муслимана као богоугодно дело, тако да су многи великаши с друге стране Пиринеја повели војске на Иберијско полуострво. Вероватно најзначајнији поход је био онај који је предузео Рајмонд Тулуски 1085. године заједно са групом бургундских великаша.
Прве две деценије 11. века већи део хришћанских земаља на Иберијском полуострву припадао је двојици краљева — Алфонсу VI, краљу Леона и Кастиље и Санчу Рамирезу, краљу Арагона и Наваре. Ова два краља су уз помоћ француских витезова који су долазили у помоћ предузели одлучну офанзиву против муслиманских таифа. Године 1085. Алфонсо VI је освојио Толедо, веома значајан град и центар муслиманске културе. Следећих година ова Алфонсо и Санчо су водили низ ратова који су значајно ослабили муслиманске државе. Ово је доба и великог јунака Родрига Дијаза де Вивара, међу муслиманима познатог као Ел Сид, који је такође освојио област Валенсију заједно са њеним главним градом и држао је неких шест година под својом влашћу. Међутим, такође је било ратова и између самих хришћанских краљевина, што је унеколико успорило процес Реконкисте.
Таифе су ускоро увиделе да не могу саме да се носе са Алфонсом VI и Санчом, те су 1086. године позвале у помоћ Алморавиде, берберски народ који је у то доба владао северозападном Африком. Алморавиди су, стигавши на Иберијско полуострво натерали Алфонса VI да се повуче из Лериде и Валенсије. Међутим, ускоро је настао раскол између Алморавида и таифа, те су хришћани то искористили и опет кренули у офанзиву. Алфонсо I од Арагона и Наваре је 1118. године освојио Сарагосу, а гроф Барселоне, Рамон Беренгер III је освојио приобалне области на Медитерану и опљачкао Мајорку. Тридесетак година касније, Алфонсо VII, краљ Леона и Кастиље, проширио је хришћанске територије Кордобом и Алмеријом. Године 1150, Рамон Беренгер IV се венчао са Петронилом од Арагона, кћерком Рамира II од Арагона, чиме је дошло до уједињења са арагонском краљевском династијом и стварања Круне Арагона.
Године 1125, друго дивље берберско племе, Алмохади, срушило је Алморавиде у северној Африци, те су муслимани на Иберијском полуострву позвали њих у помоћ. Алмохади су стигли на Иберијско полуострво 1146. и с почетка су имали проблема да успоставе превласт над муслиманима, али кад су то успели, кренули су на хришћане и ускоро повратили скоро све територије које је освојио Алфонсо VII.
Алфонсо VIII од Кастиље и његов ујак, Фернандо II од Леона су се, међутим, успешно супротставили Алмохадима који су довели појачања из северне Африке. Године 1195, у бици код Аларкоса хришћанска војска Алфонса VIII била је тешко поражена. У наредних десет година, обе стране су се спремале за одлучујућу битку која ће се десити 16. јула 1212. године, код места Навас де Толоса где су муслиманске снаге претрпеле тежак пораз.
Након ове велике победе над муслиманима, хришћанска краљевства су се запала у међусобне борбе, тако да је тек након 1230. године Реконкиста могла да се настави. Фердинанд III, краљ Леона и Кастиље је 1236. заузео Кордобу, и 1248, Севиљу. Ђауме I, арагонски краљ освојио је Мајорку, Менорку и Валенсију. Муслиманске територије су се ускоро свеле на Гранаду, која ће као последњи муслимански бастион, пасти 1492. године под нападом војске Католичких краљева.

## Шпанија у 20. веку

### Шпански грађански рат
Франков војни пуч тријумфовао је у већем делу Шпаније нарочито оне које су неколико месеци раније на изборима биле опредељене за десничарске кандидате: Галицији, Леону, Старој Кастиљи, Навари, већем делу Арагона, западној Андалузији, северној Африци и на Канарским острвима. Велики градови као и индустријски најважније области биле су под контролом снага лојалних влади.
Већ током лета 1936. назирали су се фронтови будућег рата. Франко је отишао са Канарских острва у Марокански протекторат како стао на чело шпанских афричких јединица. Ово су биле елитне шпанске јединице. По преласку Гибралтара ове снаге су се повезале са побуњеничким гарнизонима у Кадису и Севиљи а до јесени стигле су до предграђа Мадрида.
Обе стране трудиле су се да осигурају међународну подршку. Западне силе, Француска и Уједињено Краљевство, биле су пре свега забринуте да се рат не прошири по Европи и уз помоћ Друштва народа настојале су да спроведу изолацију шпанског сукоба. Немачка и Италија активно су пружале војну помоћ Франковим снагама. Совјетски Савез стао је на страну Републике и од 1937. пружао је помоћ у ратном и санитетском материјалу. Антифашистичко јавно мњење широм света је стало на страну Републике.
Рат који је уследио имао је јасна идеолошка обележја. Католичка црква је подржала Франка изједначавајући рат против комуниста са новим крсташким походом. Потом је антиклерикализам левице добио екстремне размере. Верници и свештеници у појединим областима били су изложени страшним прогонима. У провинцијама које су остале лојалне Републици милиција Народног фронта је често поништавала власт представника владе. Анархисти су подстицали заузимање предузећа и земље што су радници и чинили. За разлику од анархокомуниста, социјалисти и комунисти су сматрали да током рата не треба вршити значајније промене система мада се ни они нису одрекли својих револуционарних начела. У лето 1936. Ларго Кабаљеро је постао председник владе народног фронта. Главни циљ ове владе била је победа у рату, па је уложила велике напоре од краја 1936. да би наметнула власт локалним аутономним центрима. Почетком 1937. ЦНТ и ФАИ припојиле су своје милиције владиним оружаним снагама. До маја 1937. извршна власт је успела да у потпуности укине независност ФАИ.
У националистичком блоку све снаге су се брзо потчиниле војним властима. У Бургосу се успоставили Хунту за одбрану чији је председник био генерал Мигел Кабанељас. Како се приближавало лето 1937. године националисти су све веће наде полагали у одреде из Африке јер су сматрали да једино они могу да овладају Мадридом. Тако је растао значај њеног заповедника, генерала Франсиска Франка. Он је 30. септембра 1937. проглашен за генералисимуса а касније и за шефа државе на челу Техничке хунте. Све политичке снаге које су ушле у ово тело морале су да се потчине власти генерала.
За ово време рат је беснео. Иницијативу је углавном увем имала национална војска. У новембру 1936. националисти су започели напад на Мадрид али су републиканске снаге уз помоћ партијских милиција и добровољаца из многих земаља успеле да овај напад одбију. Мадрид ће бити освојен тек при крају рата.
У јануару 1937. када су увидели да Мадрид неће пасти националисти су своју пажњу усмерили на друге фронтове. Заузели су Малагу, у пролеће су почеле борбе у Кантабрији, у јуну је пао Билбао, потом Сантандер и на крају у јесен Астурија.
Све до децембра 1937. Република није могла да предузме ниједну већу офанзиву. Тек тада је кренула на Теруел али је та офанзива претрпела неуспех. Овај пораз су искористили националисти да изведу велики напад на истоку земље. Њихове трупе стигле су до Медитерана поделивши републиканске области на два дела. Валенсија, као ново седиште републиканске владе остала је ван њиховог домашаја.
У јулу 1938. Република је уложила велике напоре да очува Каталонију. У долини Ебра су предузели офанзиву која је у почетку успешно напредовала али су франкисти убрзо прешли у контранапад. Јануара 1939. пала је Барселона. Влада и председник владе Асања морали су да избегну у Француску. Само је централнојужна зона остала под републиканском контролом, али ово стање је било краткотрајно. Наиме, чим се докопао власти у Мадриду, пуковник Сехисмундо Касадо је започео преговоре са Франковим Главним штабом о предаји. После пада Мадрида, преостали отпор био је лако сломљен. Франко је прогласио крај рата 1. априла 1939. године и победу своје Нове државе.